# ليونور فاريلا
ليونور فاريلا بالما (بالإسبانية: Leonor Varela Palma)‏ وهي ممثلة و مؤدية أصوات وعارضة أزياء تشيلية ولدت في يوم 29 ديسمبر 1972 في العاصمة سانتياغو في تشيلي من أبرز الأفلام التي مثلتها هو فلم كليوباترا في سنة 1999 حيث أدت دور كليوباترا السابعة وفي فيلم وظهرت بدور مصاصة دماء في فيلم بليد 2 في سنة 2002. وهي من أصول مجرية وفرنسية وسورية من جهة الأم.

## أعمال
- كليوباترا
- بليد 2
- محتجز
- ألفا

## روابط خارجية
- ليونور فاريلا على موقع IMDb (الإنجليزية)
- ليونور فاريلا على موقع ألو سيني (الفرنسية)
- ليونور فاريلا على موقع أول موفي (الإنجليزية)
- ليونور فاريلا على موقع قاعدة بيانات الأفلام السويدية (السويدية)
- ليونور فاريلا على موقع إن إن دي بي (الإنجليزية)
- ليونور فاريلا على موقع قاعدة بيانات الفيلم (الإنجليزية)
- ليونور فاريلا على موقع كينوبويسك (الروسية)
- ليونور فاريلا على موقع دليل عارضات الأزياء (الإنجليزية)